# Ordensförläningen april 2025
Ordensförläningen april 2025 var en ordensförläning som ägde rum i Sverige den 30 april 2025. Det var den andra gången på närmare 50 år som icke-kungliga svenskar tilldelades de tre kungliga riddarordnarna; Svärdsorden, Nordstjärneorden och Vasaorden.
Utdelningen av ordnar skedde på förslag av allmänheten och myndigheter, bereddes av ordensrådet, och förordades av regeringen Kristersson för kung Carl XVI Gustaf som fattade det formella beslutet. Ordensutdelningen ägde rum den 28 maj på Stockholms slott.

## Mottagare

### Kungl. Svärdsorden
| Klass                     | Namn             | Titel           | Motivering |
| ------------------------- | ---------------- | --------------- | --- |
| Riddare av första klassen | Marcus Sandqvist | Överstelöjtnant | För betydelsefulla insatser under pågående krig som bitr. försvarsattaché till Ukraina                                       |
| Riddare av första klassen | Harald Glans     | Major           | För betydelsefulla insatser i samband med jordbävningskatastrofen i Turkiet 2023                                             |
| Svärdsmedaljen i silver   | Henrik Lindqvist | Vicekorpral     | För skickligt och avgörande agerande under krigsliknande förhållanden i samband med Försvarsmaktens internationella insatser |

### Kungl. Nordstjärneorden
| Klass                         | Namn             | Titel               | Motivering                                                                   |
| ----------------------------- | ---------------- | ------------------- | ---------------------------------------------------------------------------- |
| Kommendörer med stora korset  | Bertil Bengtsson | Fd. justitieråd     | För en utomordentlig livsgärning inom svenskt rättsväsende                   |
| Kommendörer av första klassen | Erik Norberg     | Fd. riksarkivarie   | För mycket framstående insatser som riksarkivarie och inom akademiväsendet   |
| Riddare av första klassen     | Agneta Wikman    | Läkare              | För betydelsefulla insatser som transfusionsspecialist inom militär sjukvård |
| Riddare av första klassen     | Majvor Östergren | Fd. länsarkivarie   | För betydelsefulla insatser för att värna det gotländska kulturarvet         |
| Riddare                       | Sara Ålbrink     | Strategisk inköpare | För viktiga insatser för Försvarsmaktens strategiska transporter             |

### Kungl. Vasaorden
| Klass                       | Namn                   | Titel                   | Motivering                                                                                           |
| --------------------------- | ---------------------- | ----------------------- | --- |
| Kommendör av första klassen | Marie Ehrling          | Direktör                | För mycket framstående insatser inom svenskt näringsliv                                              |
| Kommendör av första klassen | Nina Stemme            | Hovsångerska            | För mycket framstående insatser som operasångerska                                                   |
| Kommendör                   | Gunilla Arhén          | Direktör                | För framstående insatser för kvinnors ledarskap                                                      |
| Kommendör                   | Ole Wiggo Bang         | F.d. operachef          | För framstående insatser som ledare för Wermland Opera                                               |
| Kommendör                   | Marie Göranzon Malmsjö | Skådespelerska          | För framstående insatser som skådespelerska                                                          |
| Kommendör                   | Håkan Lans             | Teknologie hedersdoktor | För framstående insatser som uppfinnare                                                              |
| Kommendör                   | Crister Stark          | Direktör                | För framstående insatser inom näringslivet och jordbrukssektorn                                      |
| Riddare av första klassen   | Karin Bodin            | Direktör                | För betydelsefulla insatser inom svenskt näringsliv                                                  |
| Riddare av första klassen   | Ulf Elfving            | Journalist              | För betydelsefulla insatser som journalist och programledare                                         |
| Riddare                     | Ingrid le Roux         | Läkare                  | För viktiga insatser för spridningen av svenskt kunnande inom hälsovård för utsatta kvinnor och barn |
| Vasatecknet                 | Staffan Braw           | Affärsutvecklare        | För stort ideellt samhällsengagemang                                                                 |
| Vasatecknet                 | Kim Norman             | Fotograf                | För stort ideellt samhällsengagemang                                                                 |